# Les Douze Noël de Kate

Les Douze Noël de Kate (12 Dates of Christmas) est un téléfilm de Noël américain réalisé par James Hayman et diffusé le 11 décembre 2011 sur ABC Family et en France le 18 décembre 2014 sur M6.

## Synopsis
Kate se rend dans un grand magasin afin d'y faire un dernier achat pour Jack, son ex-petit ami. Elle perd connaissance quand une vendeuse lui vaporise un parfum dans les yeux. Dès lors, elle va revivre douze fois la veille de Noël. Elle va ainsi redécouvrir l'esprit de Noël, renouer avec sa famille, se faire des amis, et surtout rencontrer l'amour.

## Production
Pour la période de Noël, et ce depuis 1996, ABC Family propose chaque jour du 1er au 25 décembre des téléfilms ayant pour thème Noël, dont quelques-uns inédits. M6 relaie cette tradition en France.

## Fiche technique
- Scénario : Aaron Mendelsohn, Blake J. Harris, Janet Brownell
- Société de production : Princessa Productions et Von Zerneck/Sertner Films
- Durée : 75 minutes
- Pays :  États-Unis

## Distribution
- Amy Smart (VF : Laura Blanc) : Kate Stanton
- Mark-Paul Gosselaar (VF : Denis Laustriat) : Miles Dufine
- Jayne Eastwood (VF : Béatrice Delfe) : Margine Frumkin
- Benjamin Ayres (en) (VF : Serge Faliu) : Jack Evans
- Richard Fitzpatrick : Jim
- Peter MacNeill : Mike Stanton
- Jennifer Kydd (VF : Anne Broussard) : Nancy
- Laura Miyata (VF : Geneviève Doang) : Miyoko
- Stephan James (VF : Jean-Michel Vaubien) : Michael
- Paul Beer (VF : Eric Daries) : Rich

 Source et légende : version française (VF) sur RS Doublage

## Musique
« Angels Are Singing » est une chanson interprétée par Jordin Sparks, et sert de thème pour le téléfilm. Il est accessible au téléchargement depuis le 27 novembre 2011 sur iTunes et Amazon.com.

## Critiques
John Griffiths de l'Us Weekly a écrit : « Ce roman de vacances copie Un jour sans fin et ça fonctionne... C'est un voyage doux, loufoque... et bien tissé, avec Amy Smart attachant ajoutant une étincelle supplémentaire ».

## Thème de la boucle temporelle
Le jour de Noël se prête bien au thème de la boucle temporelle, d'autres téléfilms comme Un Noël pour l'éternité (2006) ou encore Christmas Every Day (1996) s'en sont déjà inspirés.

## Accueil
Le téléfilm a été vu par 2,907 millions de téléspectateurs lors de sa première diffusion.